# Северноамерикански островен нощен гущер
Северноамерикански островен нощен гущер (Xantusia riversiana) е вид влечуго от семейство Нощни гущери (Xantusiidae). Видът не е застрашен от изчезване.

## Разпространение и местообитание
Разпространен е в САЩ (Калифорния).
Обитава скалисти райони, гористи местности, пустинни области, места с песъчлива почва, склонове, ливади, храсталаци, савани, крайбрежия и плажове.

## Описание
Продължителността им на живот е около 13,9 години. Популацията на вида е стабилна.